# Usborne n.º 310
Usborne n.º 310 es un municipio rural canadiense situado en la provincia de Saskatchewan.

## Superficie
Usborne n.º 310 tiene una superficie de 806,11 km².

## Demografía
En 2021, tenía 511 habitantes, una densidad poblacional de 0,6 hab./km², y 236 viviendas.